# CZ 82
A Pistole vz. 82 é uma pistola semiautomática compacta feita para os militares da Tchecoslováquia. "vz." é uma abreviatura de "vzor", que se traduz como "modelo". Uma versão civil de exportação é chamada CZ 83.

## Visão geral
Fabricada pela empresa tchecoslovaca Česká zbrojovka, a vz. 82 substituiu a vz. 52 de calibre 7,62×25mm Tokarev no serviço militar da Tchecoslováquia em 1983. É uma pistola semiautomática compacta, de ação simples/dupla, com ação de blowback convencional. Este tipo de ação permite que o cano permaneça solidamente fixado à armação, resultando em maior precisão em pistolas com canos giratórios (como a série americana M1911). O eixo de baixo furo da vz. 82 proporciona menos elevação do cano e tiros de acompanhamento mais rápidos. Para maior comodidade, tanto a trava de segurança do polegar montada na armação quanto o retém do carregador são ambidestros. A vz. 82 foi a primeira pistola de serviço a apresentar esses dois recursos. A alma é cromada, o que lhe confere três vantagens: maior vida útil do cano, resistência à ferrugem pelo uso de munições corrosivas e facilidade de limpeza. Outra característica desta pistola é o uso de estriamentos poligonais no cano. Isso substitui o projeto tradicional de estriamento por um padrão poligonal arredondado e suave que tem uma aparência mais de "colinas e vales". A CZ 83 foi definida para status de produção descontinuado/limitado pela CZ USA em 2012.

### Calibre
A Vz. 82 foi feita apenas em 9×18mm, enquanto a CZ 83 está disponível em uma variedade de acabamentos e calibres:
- .32 ACP (aka 7,65mm Browning) - Capacidade do carregador para 15 cartuchos. Estriamento ranhurado.
- .380 ACP (aka 9mm Browning Short) - Carregador de 12 cartuchos. Estriamento ranhurado. (13 cartuchos se for usado um carregador de 9×18mm Makarov). O carregador padrão da vz. 82 cabe na CZ-83 de .380 ACP sem alteração
- 9×18mm Makarov - Carregador de 12 cartuchos. Produzida entre 1999 e 2001. Estriamento poligonal.

## Curiosidade e relíquia
A vz. 82 foi adicionada à lista de "Curiosidades e Relíquias" do governo dos EUA com a Agência de Álcool, Tabaco, Armas de Fogo e Explosivos (ATF) em fevereiro de 2007, depois que um indivíduo escreveu uma carta ao ATF anexando uma carta de um curador de museu federal que afirmou que a vz. 82 tinha "interesse museológico" como curiosidade e relíquia.

## Operadores
- República Tcheca:[4] Eliminada gradualmente. Armazenada como estoque de reserva, em unidades de Reserva Ativa sendo substituídas pela CZ 75 P-01 Phantom.[5]
- Indonésia: Guardas Florestais[6]
- Israel: Aplicação da lei
- Geórgia: Importada no início da década de 1990, usada por unidades de elite da Guarda Nacional e da Polícia[7]
- Cazaquistão: 20 pistolas CZ-83 foram compradas em 1998 para o Ministério da Administração Interna[8]
- Coreia do Norte[9]
- Eslováquia[10]
- Vietname:[11] O modelo CZ 83 de 9×18mm Makarov foi importado na década de 1980 e agora ainda em uso pelo Exército do Povo do Vietnã e pela Segurança Pública Popular do Vietnã.
- Ucrânia: 30.150 pistolas vz. 82 foram doadas pela República Tcheca como parte de um pacote militar em resposta à invasão russa da Ucrânia em 2022.[12]

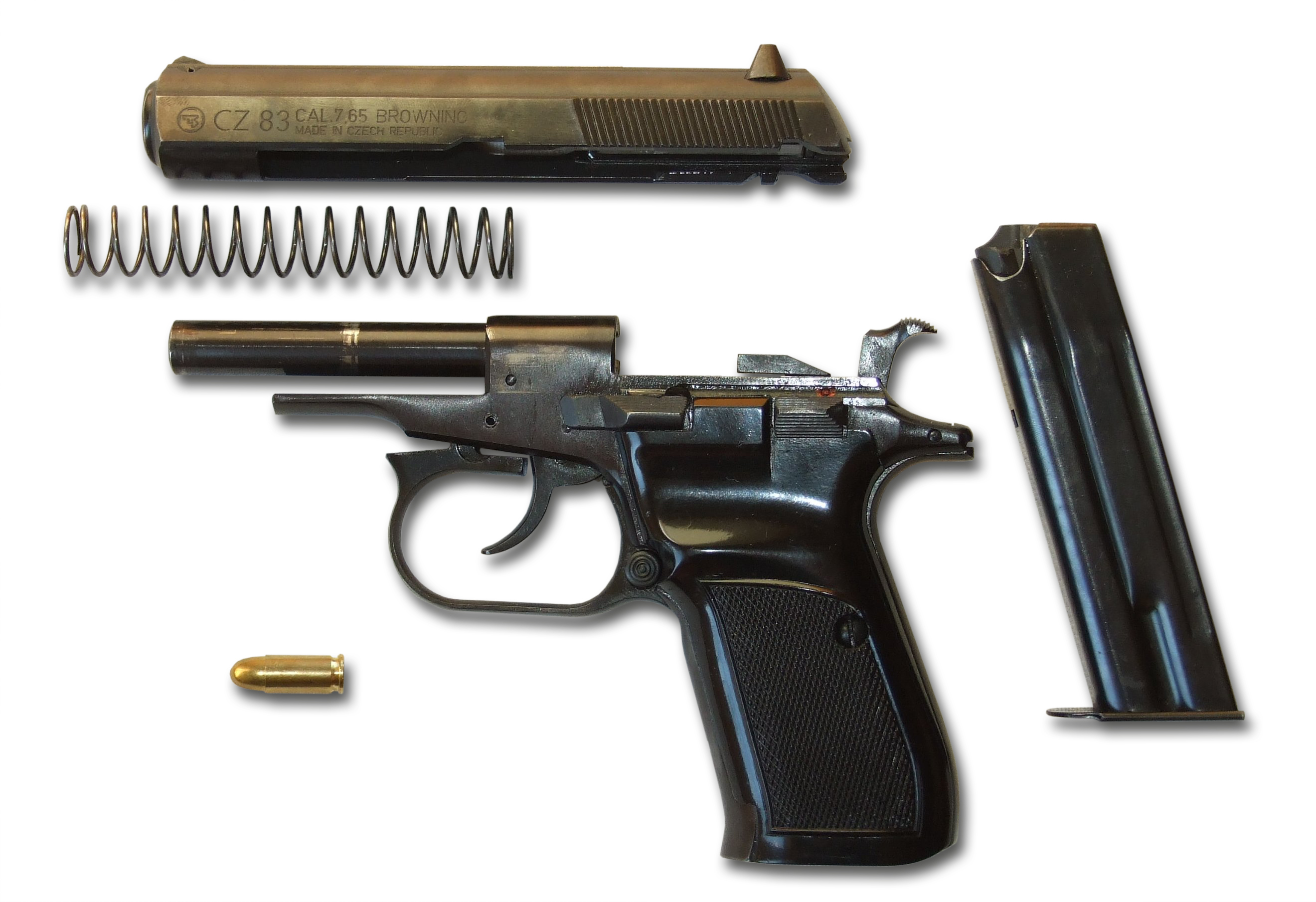
A CZ 83 desmontada em seus conjuntos principais.